# 興安路 (天津)
興安路是中華人民共和國天津市和平區一條西北-東南走向道路，西北起自和平路，東南至大沽北路。道路全長1694米，為瀝青路面。道路始建於清朝光緒二十六年（1900年）。興安路曾經分處天津日租界和天津法租界，天津日租界境內的道路分為大和街、新寿衡、寿街；天津法租界境內的道路稱為毕格海路，又称二十三号路。1946年，4段路合并，統稱興安路。路名來自於中國东北的兴安岭。